# Sanatorio antitubercolare Antonio Galateo
L'ex-sanatorio antitubercolare "Antonio Galateo" è stata una struttura ospedaliera di Lecce, per il trattamento dei pazienti tubercolari, creato nel periodo fascista in viale Rossini a sud del centro storico cittadino, sullo stesso asse dell'ex-ospedale "Vito Fazzi" (oggi poliambulatorio dell'ASL di Lecce).

## Storia
Il sanatorio, dedicato a Antonio Galateo, medico e umanista, fu creato nel 1929, durante il periodo fascista, per volere di Benito Mussolini per il trattamento (anche palliativo) della tubercolosi polmonare.
L'ospedale venne ceduto nel 1931 all'Istituto nazionale di assicurazione sociale di Roma. Nel 1962 l'edificio diventa proprietà dell'Istituto nazionale della previdenza sociale e nel 1970 fu ceduto all'ente ospedaliero "Antonio Galateo". Dal 1997 l'intero complesso è passato al servizio sanitario della Puglia - Asl Lecce.
L'edificio in stato di abbandono, ma esistono progetti di risanamento e restauro dell'immobile da parte del comune di Lecce.

### Stile architettonico
Lo stile di costruzione dell'ex-ospedale segue i canoni tra razionalismo e liberty. La parte meridionale fu oggetto di alcuni interventi della fine degli anni '90 quando si ebbe un tentativo di far diventare il sanatorio uno degli ospedali pugliese.